# Het Jampuddingspook
Het Jampuddingspook is het 13de stripverhaal van Jommeke. De reeks wordt getekend door striptekenaar Jef Nys.

## Personages
- Jommeke
- Flip
- Filiberke
- Pekkie
- Mic Mac Jampudding
- Arabella Pott
- Anatool
- kleine rol : Joachim (ezel)

## Verhaal
In Zonnedorp ontmoeten Jommeke, Filiberke, Flip en Pekkie een wat zonderlinge man in traditionele Schotse klederdracht. Hij blijkt Mic Mac Jampudding te heten en is op de vlucht voor een spook, het Jampuddingspook. Jommeke en zijn vrienden besluiten hem te helpen en reizen met hem terug naar Schotland. Zijn kasteel staat in de Schotse Hooglanden, meer bepaald bij het Zwarte Duivelsmeer.
Onderweg ontmoeten ze ook Arabella Pott, de kokkin en meid van Jampudding. Zij is het kasteel ook ontvlucht. Enkel de knecht Tomson verblijft nog in het kasteel. Jommeke en zijn vrienden dringen het kasteel binnen als niemand open doet. Zij worden er onder meer aangevallen door een harnas. Wanneer ze het kasteel ontvluchten, zien ze in de verte Tomson, waardoor hij niet meer verdacht wordt. Terug bij Jampudding en Arabella ontdekken de vrienden met de hulp van Pekkie een geheime onderaardse gang waarmee ze het kasteel binnendringen. Het geblaf van Pekkie maakt het Jampuddingspook wakker en hij jaagt de groep met spookachtige geluiden de schrik aan. Ze ontmoeten er ook Tomson.
Flip ontdekt dat een van de behekste wapens op een elektriciteitskabel is aangesloten. De vrienden ontdekken ook dat er in de kerkers luidsprekers verborgen zijn. De bandopnemer vinden ze in de kamer van Tomson terug. Jommeke besluit Tomson met zijn bandopnemer te bedriegen. Terug in het kasteel blijkt Jampudding verdwenen te zijn, maar de vrienden vinden hem terug in een staande klok. Tijdens de maaltijd laat Flip de bandopnemer afspelen en zo wordt Tomson als het Jampuddingspook ontmaskerd. Wanneer Tomson Jommeke bedreigt, valt hij van de toren van het kasteel. De paraplu van Arabella redt hem echter. In de verwarring slaagt Tomson erin te ontsnappen. Jommeke wil hem nog achtervolgen met de hulp van Jampuddings ezel Joachim, maar die blijkt liever achteruit te lopen. Tijdens de achtervolging wordt duidelijk dat Tomson niemand minder is dan Anatool. Hij weet toch te ontsnappen. Het verhaal eindigt met een feestmaal in het kasteel.

## Achtergronden bij het verhaal
- In dit album maken Mic Mac Jampudding en Arabella Pott hun debuut. Zij zullen regelmatig in andere albums voorkomen.
- Jommeke en zijn vrienden bezoeken voor het eerst Schotland.
- Het is een van de populairste Jommekesalbums. In een bevraging van stripspeciaalzaak.be-lezers eindigde het album op nummer 4[1].
- In aflevering 112 van Mosselen om Half Twee, getiteld 'Jommeke om Half Twee', lazen Xander, Gilles, Dimi, William, Seppe en De Geens dit album voor[2].